# Upham (Dakota del Nord)
Upham è un centro abitato (city) degli Stati Uniti d'America, situato nella Contea di McHenry, nello Stato del Dakota del Nord. Nel censimento del 2000 la popolazione era di 155 abitanti. La città è stata fondata nel 1905. Appartiene all'area micropolitana di Minot.

## Geografia fisica
Secondo i rilevamenti dell'United States Census Bureau, la località di Upham si estende su una superficie di 0,80 km², tutti occupati da terre.

## Popolazione
Secondo il censimento del 2000, a Upham vivevano 155 persone, ed erano presenti 40 gruppi familiari. La densità di popolazione era di 186 ab./km². Nel territorio comunale si trovavano 120 unità edificate. Per quanto riguarda la composizione etnica degli abitanti, il 98,71% era bianco e l'1,29% apparteneva a due o più razze.
Per quanto riguarda la suddivisione della popolazione in fasce d'età, il 20,0% era al di sotto dei 18, il 5,8% fra i 18 e i 24, il 25,8% fra i 25 e i 44, il 20,0% fra i 45 e i 64, mentre infine il 28,4% era al di sopra dei 65 anni di età. L'età media della popolazione era di 44 anni. Per ogni 100 donne residenti vivevano 109,5 maschi.